# متلازمة تنشيط الخلايا الصارية
متلازمة تنشيط الخلايا الصارية (بالإنجليزية: Mast cell activation syndrome)‏ هي أحد أنواع خلل تنشيط الخلايا الصارية، وهي حالة مناعية تقوم فيها الخلايا الصارية بإطلاق الوسائط الكيميائية بشكل مفرط وغير ملائم، مسببةً مجموعة من الأعراض المزمنة، والتي قد تتضمن أحيانا نوبات من الحساسية المفرطة أو ما يقارب الحساسية.تشمل الأعراض الأولية مشكلات في الجهاز الدوري والجلد والجهاز الهضمي والجهاز العصبي والجهاز التنفسي. 

بخلاف كثرة الخلايا الصارية، وهي نوع آخر من أنواع خلل تنشيط الخلايا الصارية، حيث يكون لدى المرضى عدد متزايد بشكل غير طبيعي من الخلايا الصارية، فإن المرضى الذين يعانون من متلازمة تنشيط الخلايا الصارية يكون لديهم عددًا طبيعيًا من الخلايا الصارية التي لا تعمل بشكل صحيح ويتم تعريفها على أنها «عالية الاستجابة». 
لا تزال متلازمة تنشيط الخلايا الصارية حالة غير مفهومة بشكل كافي وهي موضوع بحثي حاليا.
غالبًا ما توجد متلازمة تنشيط الخلايا الصارية في المرضى الذين يعانون من متلازمة إهلرز-دانلوس ومتلازمة تسارع معدل ضربات القلب الموضعي الانتصابي. كما أنه يوجد في مجموعات فرعية من المرضى الذين يعانون من نقص المناعة المتغير المشترك.

## الأعراض
متلازمة تنشيط الخلايا الصارية هي حالة تؤثر على أكثر من جهاز، بطريقة التهابية بشكل عام.الأعراض غالبا ما تقل وتتضاءل بمرور الوقت، وتتفاوت في شدتها ومدتها. الكثير من العلامات والأعراض تشبه تمامًا أعراض كثرة الخلايا الصارية، لأن كلتا الحالتين يؤديان إلى إفراز الكثير من الوسطاء بواسطة الخلايا الصارية. كما أن لها العديد من الخصائص المتداخلة مع الحساسية المتكررة مجهولة السبب، على الرغم من وجود أعراض مميزة، على وجه التحديد الشرى والوذمة الوعائية.
تضمن الأعراض الشائعة:
على مستوى الجلد
- احمرار
- شرى
- تكون كدمات بسهولة
- بشرة إما حمراء أو شاحبة
- الحكة
- الإحساس بالحرقان
- كتوبية الجلد

الجهاز الدوري
- صداع مع دوار، الدوخة، مقدمات الإغماء، إغماء، عدم انتظام ضربات القلب، تسارع ضربات القلب

الجهاز الهضمي
- الإسهال و / أو الإمساك، التقلصات، عدم الارتياح المعوي
- الغثيان والقيء
- صعوبة البلع، ضيق الحلق

النفسية والعصبية
- ضبابية الوعي، ضعف الذاكرة ذات المدى القصير، صعوبة في استدعاء الكلمات

- الصداع، الصداع النصفي

- أعراض نفسية وسلوكية مرضية مشتركة نتيجة لإطلاق وسائط الخلايا الصارية في الدماغ (مثل: القلق، الاكتئاب، تقلبات المزاج..إلخ.)

الجهاز التنفسي
- الاحتقان والسعال والأزيز

- متلازمة التهاب الأنف غير التحسسي مع فرط الحمضات [10]

- انقطاع النفس الانسدادي النومي

الإبصار / العيون
- عدم ارتياح العين، التهاب الملتحمة
- الاحمرار

التكوين العام
- التعب العام والتوعك

- حساسية تجاه الغذاء أو الأودية أو المواد الكيميائية أو عدم تحملها (خاصة العطور)

- عدم احتمال البرودة والحرارة

الجهاز العضلي الهيكلي
- هشاشة العظام وقلة التعظم (بما في ذلك المرضى الشباب)

- الحساسية المفرطة إذا تم توزيع عدد كبير من الوسطاء في جهاز المريض، فقد يعانون أيضًا من الحساسية المفرطة، والتي تشمل مبدئيًا: صعوبة في التنفس، بثور مثيرة للحكة، احمرار أو شحوب البشرة، والشعور بالحرارة، والنبض الضعيف والسريع والغثيان والقيء والإسهال والدوخة والإغماء.

يمكن أن تظهر الأعراض أو تتفاقم بسبب المحفزات، والتي تختلف على نطاق واسع وتكون محددة لكل مريض. المحفزات الشائعة تشمل ما يلي:
- أطعمة ومشروبات محددة (خاصةً الكحوليات والأطعمة التي تحتوي على مستوى عالي من الهستامين والمواد المضافة التي تحفز إفراز الهيستامين مثل الكبريتات)

- درجات الحرارة القصوى

- الروائح المحمولة جوا بما في ذلك العطور أو الدخان

- التمرين أو المجهود

- الضغط العاطفي

- التغيرات الهرمونية، خاصة خلال فترة المراهقة والحمل والحيض.

## الأسباب
لا توجد أسباب معروفة، ولكن يبدو أن الحالة موروثة لدى بعض المرضى.  تحدث أعراض متلازمة تنشيط الخلايا الصارية بسبب فرط إفراز الوسائط الكيميائية بشكل غير مناسب بواسطة الخلايا الصارية. هذه الوسائط تشمل الليكوترينات والهيستامينات. قد تكون الحالة طفيفة حتى تتفاقم بسبب أحداث الحياة الضاغطة، أو قد تتطور الأعراض وتزداد ببطء مع مرور الوقت.

## التشخيص
غالبا ما يصعب التعرف على متلازمة تنشيط الخلايا الصارية بسبب عدم تجانس الأعراض و «عدم وجود عرض حاد فاضح». يمكن أن يصعُب تشخيص الحالة أيضا، خاصة وأن الكثير من الأعراض المتعددة يمكن اعتبارها «مبهمة». عادة ما يعرض المرضى أنفسهم على العديد من الاختصاصات المختلفة بسبب طبيعة الحالة متعددة الأنظمة، ولا يتم تشخيصهم حتى يتم أخذ رؤية شمولية من قبل طبيب التشخيص. نقص الوعي بالمتلازمة (وحتى رفض صريح للاعتقاد في وجود المرض) من قبل العديد من العاملين في مجال الطب يقف حاليا كعقبة في التشخيص الصحيح. تلقت متلازمة تنشيط الخلايا الصارية عناية في المراجعة العاشرة للتصنيف الدولي للأمراض (D89.40، إلى جانب رموز الأنواع الفرعية D89.41-43 و D89.49) في أكتوبر 2016.
على الرغم من نشر معايير تشخيصية مختلفة، إلا أن الإستراتيجية المستخدمة بشكل شائع لتشخيص المرض هي استخدام الثلاثة معايير التالية:
- أعراض ترتبط بإطلاق الخلايا الصارية المزمن / المتكرر:

ألم البطن المتكرر، الإسهال، الإحمرار، الحكة، احتقان الأنف، السعال، ضيق الصدر، الأزيز، الدوار (عادة ما يكون هناك مزيج من بعض هذه الأعراض)
- الدليل المعملي على وجود وسيط الخلية الصارية (ارتفاع تريبتاز الدم، N ـ ميثيل هيستامين، البروستاجلاندين D 2 أو البروستاجلاندين11-بيتا- ، F2 ألفا، ليوكوتراين E4 وغيرها)

- تحسن الأعراض باستخدام الأدوية التي تمنع أو تعالج الارتفاعات في هذه الوسائط "[4]

لم تنشر منظمة الصحة العالمية معايير تشخيصية.

## العلاج
تشمل العلاجات الدوائية الشائعة ما يلي:
- مثبتات الخلايا الصارية،[8] بما في ذلك الكرومولين صوديوم والمثبتات الطبيعية مثل كيرسيتين [11][12]
- مضادات الهيستامين H1،[8] مثل السيتريزين أو كيتوتيفين
- مضادات الهيستامين H2،[8] مثل رانيتيدين أو فاموتيدين
- مضادات الليوكوتراين [8]مثل منتلوكاست أو زيليتون وكذلك المنتجات الطبيعية (على سبيل المثال، خلاصة الكركمين أو نبتة سانت جون)
- الأدوية غير الاستيرويدية المضادة للالتهاب،[7] بما في ذلك الأسبرين يمكن أن تكون مفيدة جدا في الحد من الالتهاب لدى بعض المرضى، في حين أن الآخرين قد يكون لديهم ردود فعل خطرة.[7]

غالباً ما تكون الحشوات والأربطة والأصباغ في العديد من الأدوية هي الملومة على التسبب في ردود الفعل، وليس بالضرورة العامل النشط، لذلك ينبغي النظر بعين الاعتبار إلى التركيبات البديلة والمواد الصيدلية المركبة. 
قد تستدعي الحاجة أيضا تغييرات نمط الحياة. تجنب المخفزات شئ هام. يجب التأكيد على أن مرضى متلازمة تنشيط الخلايا الصارية يمكن أن يُظهروا رد فعل عند أي تعرض جديد، بما في ذلك الطعام والشراب والأدوية والميكروبات والدخان عن طريق الاستنشاق أو الابتلاع أو اللمس.
يمكن أن يكون النظام الغذائي منخفض الهستامين وتقليل أنظمة غذائية أخرى مفيدًا في تحديد الأطعمة التي تسبب أو تزيد من سوء الأعراض. العديد من مرضى المتلازمة لديهم بالفعل مستويات عالية من الهيستامين، لذلك يمكن لتناول الأطعمة التي تحتوي على هيستامين عالي أو محررات هيستامين أن تزيد من سوء العديد من الأعراض مثل توسع الأوعية الذي يسبب الضعف والخفقان.

## سير المرض
لا يوجد شفاء من متلازمة تنشيط الخلايا الصارية. بالنسبة لمعظم الحالات، تخف الأعراض وتتضاءل، لكن العديد منها قد يمر بمنحنى عام يزداد سوءاً بمرور الوقت. يبدو أن العمر الافتراضي لمن لديهم متلازمة تنشيط الخلايا الصارية طبيعيًا، ولكن نوعية الحياة يمكن أن تتراوح من عدم الراحة الطفيف إلى اختلال شديد. بعض المرضى يعانون من الخلل الكافي ليكونوا معاقين وغير قادرين على العمل.

## الانتشار
يعتبر تشخيص متلازمة تنشيط الخلايا الصارية جديد نسبيا، لم يتم الكشف عن اسمه حتى عام 2007، ويعتقد أنه لم يتم تشخيصه بشكل كافٍ (يصفه الدكتور لورانس أفرين بأنه «من المرجح أن يكون منتشرًا إلى حد كبير» وأن لديه «انتشارًا متزايدًا بشكل واضح»)

## التاريخ
كان يتم طرحها في الأدب منذ عقود. ومع ذلك فلم يتم تقديم معايير التشخيص إلا في عام 2010. تم التنظير حول الحالة بواسطة الصيدليان جون أوتس وجاك روبرتس من جامعة فاندربيلت في عام 1991، وبعد تراكم الأدلة التي ظهرت في أوراق سونيك إت آل  وأكين إت آل وآخرون،  تمت
تسميتها أخيرًا في عام 2007.